# Barcelona (escultura)
Barcelona es una escultura situada en la plaza de Cataluña de Barcelona, realizada en 1928 por Frederic Marès. Forma parte de un conjunto de 28 esculturas que ornamentan la plaza, realizadas en el contexto de mejoras urbanas realizadas para la Exposición Internacional de Barcelona de 1929. Ejecutada en bronce, los trabajos del metal fueron de la Fundición Hijo de Esteban Barberí, de Olot.

## Historia y descripción

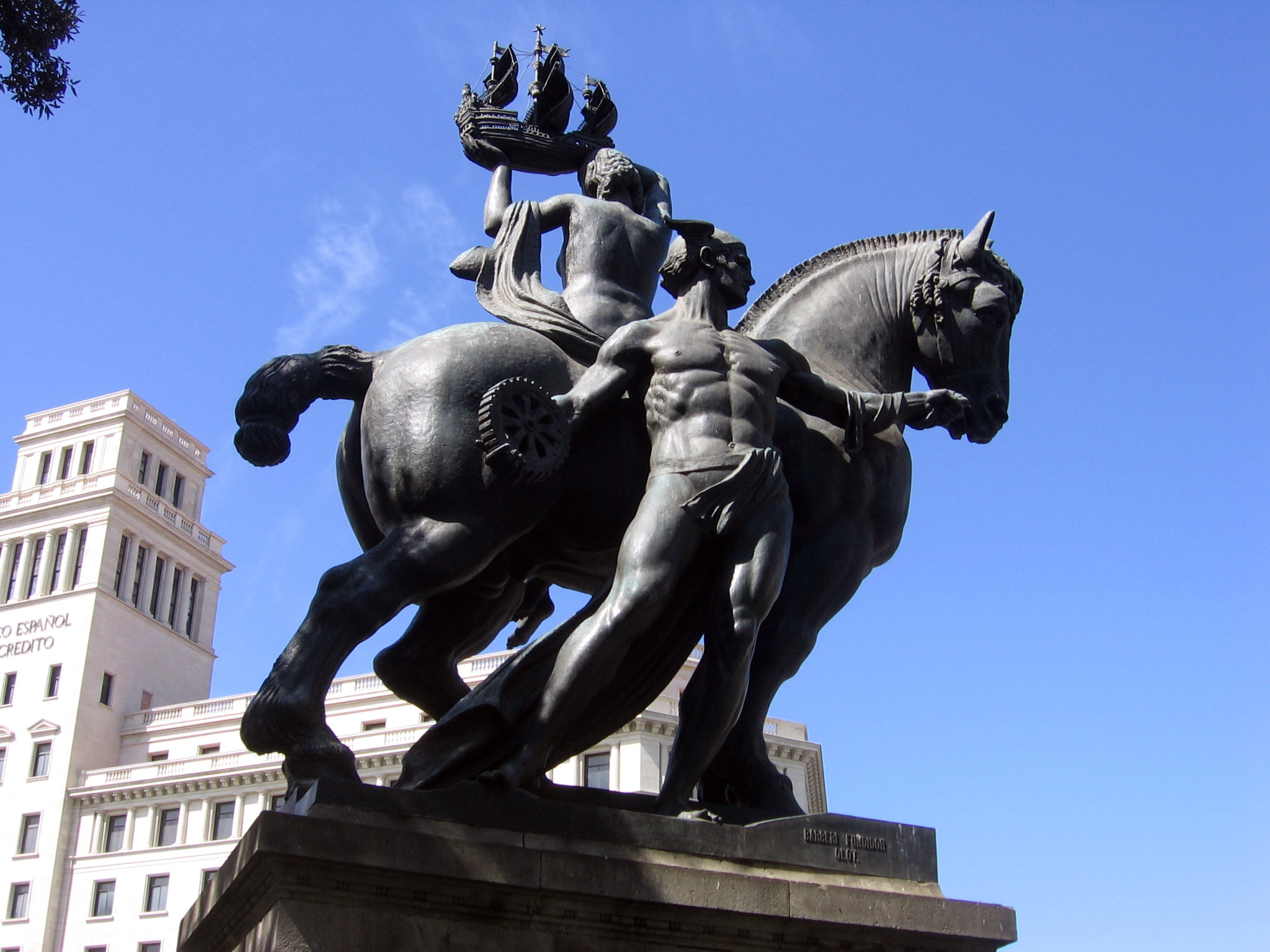
Figura de Hermes.

La Exposición Internacional tuvo lugar del 20 de mayo de 1929 al 15 de enero de 1930, y aunque se realizó principalmente en Montjuic muchos lugares de la ciudad fueron urbanizados y remodelados para la ocasión. Una de las actuaciones más importantes tuvo lugar en la plaza de Cataluña, actualmente uno de los centros neurálgicos de la ciudad, pero que antiguamente era una explanada a las afueras del núcleo antiguo, que no empezó a urbanizarse hasta 1902. Con motivo de la Exposición se llevó a cabo una reurbanización de todo el espacio de la plaza, con un proyecto de Francesc Nebot, y fue inaugurada por Alfonso XIII en 1927. Para decorar la plaza se organizó un concurso público en 1927, en el que se decidió la instalación de 28 esculturas, de autores como Josep Llimona, Enric Casanovas, Josep Clarà, Pablo Gargallo, Vicente Navarro, Josep Dunyach, Eusebi Arnau, Josep Viladomat, Antoni Parera, Jaume Otero, Joan Borrell, Enric Monjo, Miquel y Llucià Oslé, Josep Tenas y Jaume Duran, además de Frederic Marès, que junto a la obra Barcelona realizó otra titulada Emporion y una fuente llamada Niños cabalgando peces —trasladada en 1961 a la Gran Vía con rambla de Cataluña—. Del conjunto iconográfico de la plaza se dedicaron cuatro obras a las provincias catalanas: surgió así la Barcelona de Marès, además de Tarragona, de Jaume Otero; Lérida, de Joan Borrell; y Gerona, de Antoni Parera.
La estatua de Barcelona es la primera del sector noroccidental de la plaza, encarada al paseo de Gracia. Está situada sobre un pedestal, y es un conjunto escultórico formado por una figura femenina desnuda sentada sobre un caballo, con los brazos alzados, en los que sostiene un barco; y, de pie junto al caballo, un hombre semidesnudo tocado con un casco con alas, y una rueda dentada en la mano. Por el casco alado cabe deducir que esta figura representa al dios Hermes (Mercurio para los romanos), que entre otras cosas solía aludir al Comercio, mientras que la rueda dentada simboliza la Industria. La mujer es una alegoría de la Navegación, por lo que el conjunto de la obra es un compendio de estos tres elementos, como los motores fundamentales sobre los que se ha asentado la economía de la ciudad condal a lo largo de su historia. El estilo de la obra es clasicista, en consonancia con el novecentismo imperante en la época, un movimiento que en contraposición al modernismo promovía el retorno a la cultura clásica grecolatina, al mundo mediterráneo.